# Giuseppe Garibaldi (1899)
Giuseppe Garibaldi – włoski krążownik pancerny typu Garibaldi z początku XX wieku i okresu I wojny światowej. Zatopiony 18 lipca 1915 na Adriatyku przez austro-węgierski okręt podwodny U-4.
Zbudowany w stoczni Ansaldo w Genui. Położenie stępki 8 czerwca 1898, zwodowany 29 czerwca 1899, do służby we flocie włoskiej wszedł 1 stycznia 1901 roku.
„Giuseppe Garibaldi” służył na Morzu Śródziemnym, uczestnicząc w licznych rejsach zagranicznych w celu demonstracji obecności włoskiej bandery. Często służył jako okręt flagowy zespołów floty. Uczestniczył w wojnie włosko-tureckiej, od września 1911 do października 1912. Wraz z innymi okrętami, ostrzeliwał on forty i pozycje wojsk tureckich w Trypolitanii i Cyrenajce, wspierając szturmy na Trypolis i Tobruk. 24 lutego 1912 w starciu pod Bejrutem wraz z bliźniaczym krążownikiem „Francesco Ferruccio” zatopił turecki okręt pancerny obrony wybrzeża „Avnillah” i torpedowiec „Ankara”. Następnie działał na Morzu Egejskim i ostrzeliwał forty w Dardanelach.
Po przystąpieniu Włoch do I wojny światowej ostrzeliwał linie kolejowe na wybrzeżu austriackim. Pierwsze zadanie tego typu miało miejsce 5 czerwca 1915. 18 lipca 1915 został zatopiony przez austro-węgierski okręt podwodny U-4 w czasie ostrzału linii kolejowej Szybenik – Kotor koło Dubrownika (50 mil od Kotoru) – śmierć poniosło 53 marynarzy.
Zobacz historię powstania i opis okrętu na stronie poświęconej okrętom typu Garibaldi.

## Dane techniczne
Uzbrojenie:
- - 1 działo kalibru 254 mm (w wieży na dziobie)
  - 2 działa kalibru 203 mm (w wieży na rufie)
  - 14 dział kalibru 152 mm (w kazamatach)
  - 10 dział kalibru 76 mm
  - 6 dział kalibru 47 mm
  - 4 wyrzutnie torpedowe kalibru 450 mm

Pancerz:
- - burtowy – 150 mm
  - wieże artylerii głównej – 150 mm
  - pokładowy – 38 mm